# Herbert Weir Smyth
Herbert Weir Smyth (* 8. August 1857 in Wilmington, Delaware; † 16. Juli 1937 in Bar Harbor) war ein US-amerikanischer Klassischer Philologe.

## Leben
Herbert Weir Smyth, der Sohn eines Eisenfabrikanten, studierte Klassische Philologie am Swarthmore College und ging nach der Bachelorprüfung (1876) an die Harvard University. Dort prägte ihn William Watson Goodwin, zu seiner Zeit einer der prominentesten Philologen in den USA. Er riet Smyth, seine Studien an deutschen Universitäten zu vertiefen, die damals zu den weltweit führenden Ausbildungsstätten für Altertumswissenschaft galten. So ging Smyth 1879 an die Universität Leipzig und 1881 weiter an die Universität Göttingen, wo er 1884 mit einer auf Deutsch verfassten Dissertation promoviert wurde.
Nach seiner Rückkehr in die USA unterrichtete Smyth zunächst Klassische Philologie, Deutsch und Sanskrit an höheren Schulen, fungierte als Schatzmeister der American Philological Association (1884–1904) und wurde 1885 Dozent an der Johns Hopkins University, wo er Basil Lanneau Gildersleeve näher trat. 1888 wurde er als Associate Professor an das Bryn Mawr College berufen und 1893 zum Professor of Greek ernannt. Von 1899 bis 1900 war er Gastprofessor an der American School of Classical Studies at Athens.
1901 wurde Smyth als Professor of Greek an die Harvard University berufen, wo er noch einige Jahre neben seinem ehemaligen Lehrer Goodwin wirkte. 1902 wurde er Eliot Professor of Greek Litterature, 1904 wurde er in die American Academy of Arts and Sciences gewählt, 1904/1905 war er Präsident der American Philological Association, 1922/1923 Sather Professor. 1925 trat er in den Ruhestand.
Smyth war zu seiner Zeit der beste Kenner des Griechischen und verfasste grundlegende Arbeiten zur griechischen Grammatik, Lautlehre und Dialektologie. Er beschäftigte sich zu Beginn hauptsächlich mit den homerischen Epen, kam davon auf die archaischen lyrischen Dichter und von diesen auf den Tragödiendichter Aischylos, mit dessen Sprache und Überlieferungsgeschichte er sich intensiv befasste. Als Frucht seiner Arbeit brachte er 1922 und 1926 eine kommentierte Textausgabe in zwei Bänden heraus (Loeb Classical Library), die 1957 von Hugh Lloyd-Jones überarbeitet wurde.